# Márk Szécsi
Márk Szécsi (Eger, 22 maggio 1994) è un calciatore ungherese, attaccante del Debrecen.

## Carriera

### Club
Ha giocato nella prima divisione ungherese.

### Nazionale
Ha giocato nelle nazionali giovanili ungheresi Under-17, Under-19 ed Under-21.

## Palmarès

### Club

#### Competizioni nazionali
- Coppa d'Ungheria: 2

Debrecen: 2011-2012, 2012-2013
- Campionato ungherese: 1

Debrecen: 2011-2012